# Тимошенко, Сергей Прокопович
Сергей Прокопович Тимошенко (укр. Сергій Прокопович Тимошенко; 5 февраля 1881, Базилевка, Черниговская губерния, Российская империя — 6 июля 1950, Пало-Альто, Калифорния, США) — украинский архитектор, общественно-политический деятель. Министр путей УНР.

## Биография
Родился на Черниговщине. После окончания реальной гимназии в городе Ромны Полтавской губернии учился в Институте гражданских инженеров в Санкт-Петербурге, получил диплом гражданского инженера.
В 1903 году стал членом Революционной украинской партии, затем Украинской социал-демократической рабочей партии. Во время демонстраций дважды (в 1902 и 1905 годах) получал ранения.
После Октябрьской революции 1917 года занял должность Харьковского губернского комиссара, стал членом Центрального Совета. В 1919—1920 годах министр путей УНР в правительствах Мазепы, Прокоповича и Ливицкого.
В начале 1920-х годов эмигрировал в Польшу. В 1922—1923 годах проживал во Львове. С 1924 по 1929 год был профессором Украинской хозяйственной академии в Подебрадах и Украинской студии пластического искусства в Праге.
В 1930—1939 годах проживал в Луцке был главным архитектором сельскохозяйственного строительства на Волыни. Был активным поборником идеи украинизации Православной церкви в Польше. В 1931 году он стал председателем Совета Луцкого Честно-крестного братства, возглавил Общество сторонников православного образования и охраны традиций православной веры имени митрополита Петра Могилы.
В 1935 году избран в польский Сейм, в 1938 году стал сенатором Польши.
В 1940—1941 годах проживал в Люблине. Затем некоторое время в Луцке, откуда переехал в Германию.
В 1943 году он был мобилизован в немецкую строительную организацию Торта, во время Второй мировой войны строит военные объекты Вермахта в Перемышле, Львове, Далмации, Загребе, Граце, Бельске, Праге, Карлсбаде. В мае 1945 года попал в лагерь для перемещённых лиц, от выдачи СССР его спасло довоенное польское гражданство.
С 1946 года в США, скончался в 1950 году в Пало-Альто.